# アズベリー神学校
アズベリー神学校（英語: Asbury Theological Seminary）は、1923年に創立されたアメリカ合衆国ケンタッキー州ウィルモアにある福音主義の超教派の神学校。

## 歴史
- 1923年　ケンタッキー州ウィルモアにヘンリー・クレイ・モリソンによって創立された。
- 1940年　アズベリー神学校がアズベリー大学から切り離される。
- 2004年　ジェフ・グリーンウェイが6代目の学長になった。
- 2006年　エルワース・ケイラスが7代目の学長になった。
- 2009年　ティモシー・テネントが8代目の学長になった。

## 卒業生
- ハワード・マーシャル1934-2015年、アバディーン大学神学部名誉教授、ティンデル聖書研究所所長、英国新約聖書協会（British New Testament Society）前議長、欧州福音主義神学者（the Fellowship of European Evangelical Theologians）議長
- 増田誉雄1929-2010年、経堂めぐみ教会牧師。お茶の水聖書学院院長。
- 服部嘉明1931年 - 、神学校教師、牧師、聖書学者。新改訳聖書のエゼキエル書を翻訳。アメリカ合衆国シアトル在住
- 土屋順一 1931年 - 、東京カベナント教会 元牧師
- 齋藤孝志 1935年-2019年、日本ホーリネス教団長谷聖書集会牧師、東京聖書学院名誉教授、厚木キリスト教会名誉牧師、東京ミッション研究所副理事長
- 油井義昭1942年-、長津田みなみキリスト教会協力牧師、元東京基督神学校講師
- 津村俊夫1944年- 、言語学者、旧約聖書学者、神学校教師、文学博士(Ph.D.)、聖書宣教会聖書神学舎教師、前教師会議長、新日本聖書刊行会理事・翻訳編集委員長、聖書考古学資料館理事長。慶應義塾大学講師。元筑波大学文芸言語学系助教授
- 藤本満1957年- 、イムマヌエル綜合伝道団牧師。ウェスレーの研究家。イムマヌエル綜合伝道団代表
- 河村従彦 イムマヌエル聖宣神学院院長
- 小嶋崇　巣鴨聖泉キリスト教会牧師
- 鎌野直人 1963-、関西聖書神学校校長、日本イエス・キリスト教団姫路城北教会牧師
- 山崎 忍 1965-、浅草橋教会 主任牧師
- 岩上敬人 1968-、イムマヌエル狭山キリスト教会 牧師、お茶の水聖書学院 教師
- 西郷純一　ニューヨーク日本語教会牧師
- 中川信嗣　大泉キリスト教会 主任牧師
- 田中信生　1943-、米沢興譲教会 牧師